# Cláudio II de Aumale
Cláudio II de Aumale ou Cláudio II de Lorena, que nasceu em 1526 Joinville e morreu no cerco de La Rochelle a 3 de Março de 1573, foi  marques da Mayenne e duque de Aumale entre 1550 e a sua morte.
Terceiro filho de Cláudio de Lorena, duque de Guise e de Antonieta de Bourbon-. Casou com Luisa de Brézé de quem teve onze filhos dos quais fazem parte o futuro Carlos I de Aumale, Diana que se casará com Francisco de Luxemburgo, duas abadessas e um padre.
Grande militar, combate ao lado do duque da Lorena, participa ao cerco de Bolonha em 1544, à conquista do Piemonte em 1551, e ao lado do seu irmão Francisco de Guise na Tomada de Calais em 1558.
É durante o cerco de La Rochelelle (1573), quando acompanhava o duque de Anjou que é mortalmente ferido.